# Симптом Бабінскі
Симптом Бабінскі (англ. Babinski's sign, також плантарний рефлекс, англ. plantar reflex, ознака Бабінскі, англ. Babinski sign, тест Бабінскі, англ. Babinski test; в рос. джерелах прізвище передається неправильно як Бабінський) — симптом ураження пірамідної системи, яка є зв'язувальною ланкою між корою головного мозку та мотонейронами. За своєю простотою, клінічною важливістю та фізіологічними наслідками симптом Бабінскі майже не має рівних у медицині.

## Етимологія
Названий на честь французького невролога Жозефа Бабінскі, який у 1896 році повідомив про «феномен пальців ноги», тобто виявлення того, що ураження пірамідного тракту проявляється ізольованим дорсальним згинанням великого пальця ноги після міцного погладжування підошви. Також він називав симптом «патологічним екстензорним рефлексом великого пальця стопи». Явища, близькі до симптому Бабінскі, були відомі й раніше. Однак лише він, ґрунтуючись на розробленій відомим англійським неврологом Джоном Гьюлінгсом Джексоном (1872) концепції про ієрархічну (вертикальну) організацію функціонування мозку, класифікації анатомо-фізіологічних рівнів центральної нервової системи (ЦНС) і диференційованої супідрядності мозкових центрів, вперше науково обґрунтував клінічне значення цього симптому і ввів його в широку клінічну практику.

## Патофізіологія рефлекса
Механізм дії рефлекторної дуги можна уявити таким чином. У відповідь на штрихове подразнення шкіри зовнішнього краю поверхні стопи у напрямку зверху вниз рецептори тактильної чутливості передають сигнал на великогомілковий нерв (лат. Nervus tibialis). Далі збудження поширюється на сідничний нерв (лат. Nervus ischiadicus). Надалі збудження переходить на чутливі нейрони задніх рогів спинного мозку (сегменти LIV, LV, SI). Тоді рухові нейрони передніх рогів спинного мозку, як відповідь, передають нервові імпульси на сідничний нерв та загальний малогомілковий нерв (лат. Nervus fibularis) (сегменти LIV, LV, SI), імпульс передається на м'язи, що розгинають великий палець ноги. У нормі легке подразнення не повинно спричиняти больових відчуттів, може проявлятися відсутністю реакції — стопа зберігає нейтральне положення, або мимовільно згинається великий палець чи всі п'ять пальців.
Також вважається, що в нормальних умовах у здорових дорослих людей симптом Бабінскі є складовою частиною складного комплексу автоматизму ходьби, коли одна фаза рефлекторно спричинює появу іншої. При ураженні пірамідного шляху симптом Бабінскі розцінюється як прояв атавізмів автоматизму ходьби внаслідок дизсолюції (лат. dissolution — «розпадання, руйнування») ЦНС.
Також існує думка, що симптом Бабінскі та інші спинні патологічні симптоми у світлі еволюційного вчення є явищем хапальної функції нижньої кінцівки, виразом рефлекторної діяльності сегментарно-рефлекторного апарату спинного мозку в умовах порушення субординаційних взаємовідносин між різними анатомо-фізіологічними рівнями ЦНС і повернення функцій на філогенетично нижчий рівень розвитку.
Розглядається також теорія, що симптом Бабінскі є складовою частиною ноціцептивного загального спинального скоротного рефлексу (flexion reflexe, рефлекс Шеррінгтона), який у повній формі включає згинання кінцівки в тазостегновому і колінному суглобах, тильну флексію в гомілковостопному суглобі поряд з розгинанням великого пальця стопи. Вважається, що симптом Бабінскі є початковою фазою скоротного захисного автоматизму у вигляді розгинання великого пальця ноги, поряд зі згинанням її в інших суглобах. «Знак віяла» розглядають як прояв хапального рефлексу нижньої кінцівки і частіше виявляють при спінальних процесах у порівнянні з церебральними.

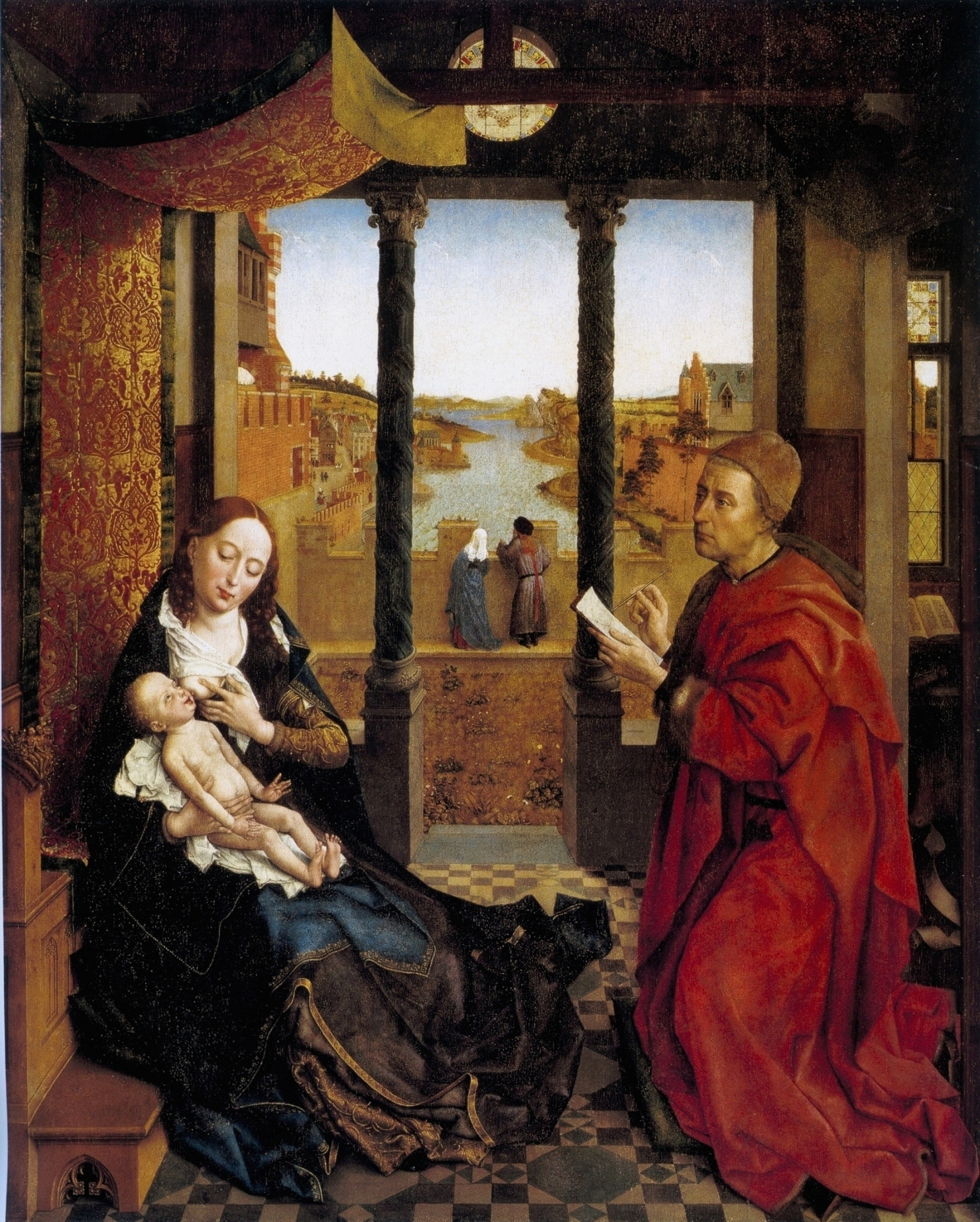
Одне з перших відображень рефлексу Бабінскі у дітей. «Святе сімейство і святий Люк», картина Рогіра ван дер Вейдена, намальована протягом 1435—1440 років

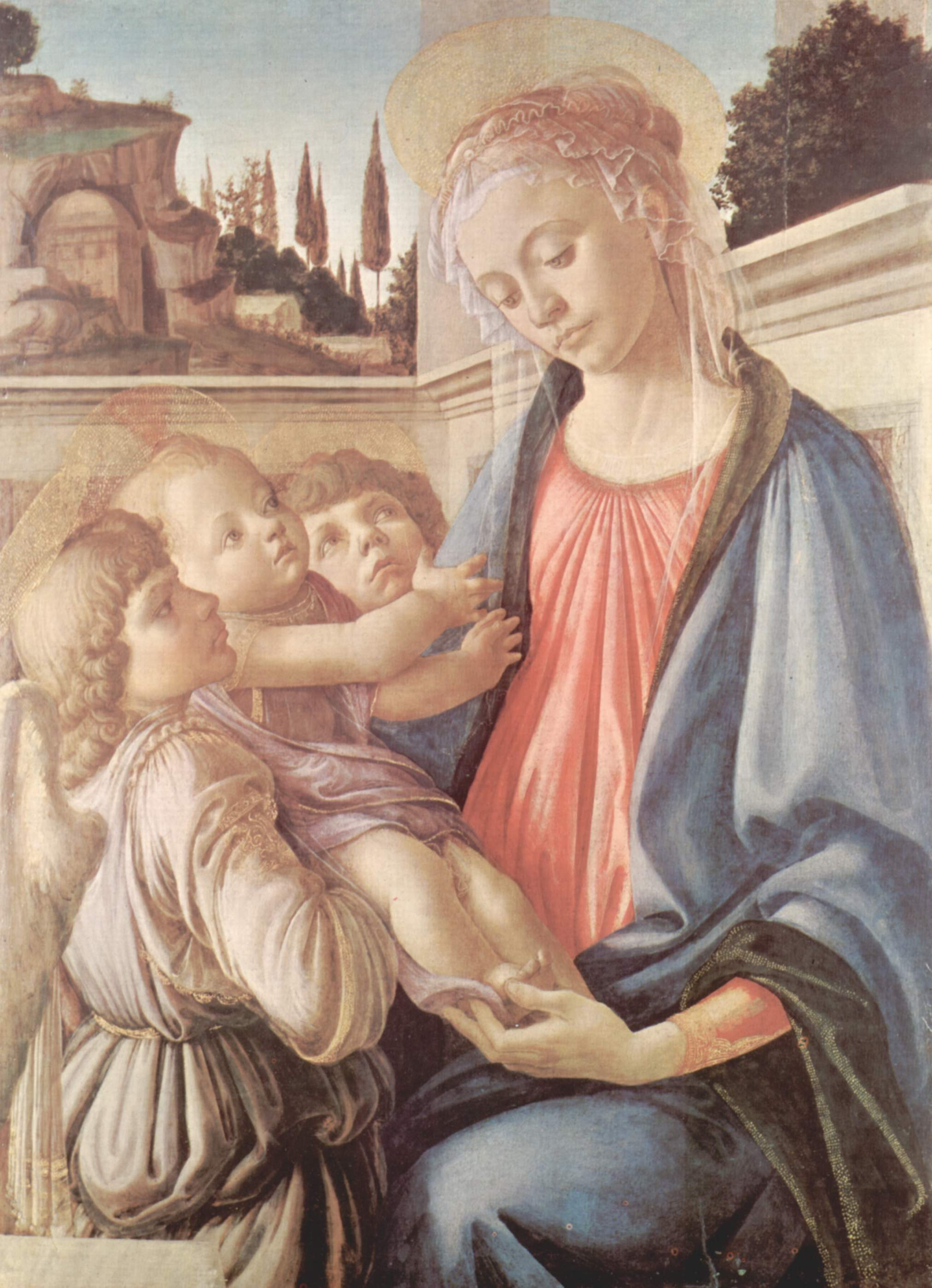
Картина Сандро Боттічеллі «Мадонна з немовлям і двома ангелами», намальована у 1468—1470 роках, також відображає рефлекс Бабінскі у дітей

## Сутність
Зазвичай великий палець ноги згинається вниз при погладжуванні підошви розслабленої стопи. Симптом (рефлекс) Бабінскі є нормальним у дітей віком приблизно до двох років. З розвитком вертикального положення тіла і формуванням ходи відбувається мієлінізація пірамідного шляху, тоді він зникає, а його замінює підошовний рефлекс.
Поява симптому Бабінскі у дорослих є ознакою пошкодження кортикоспінального тракту. У дорослих позитивний симптом може з'являється при:
- бічному аміотрофічному склерозі, атаксії Фрідрейха;
- розсіяному склерозі та інших хворобах з демієлінізацією;
- енцефалопатіях різного генезу;
- туберкульозі хребта із залученням спинного мозку;
- сірінгомієлії;
- порушенні мозкового кровообігу;
- злоякісній анемія;
- сказі та деяких інших нейроінфекціях;
- запальних захворюваннях, травмах, пухлинах спинного і головного мозку.

Оскільки цей тракт є правобічним і лівобічним, симптом Бабінскі може виникати з одного боку або з обох боків. Він може бути тимчасовим або постійним. Розпушування пальців ніг часто відбувається одночасно з розгинанням великого пальця ноги при ураженні пірамідного тракту.

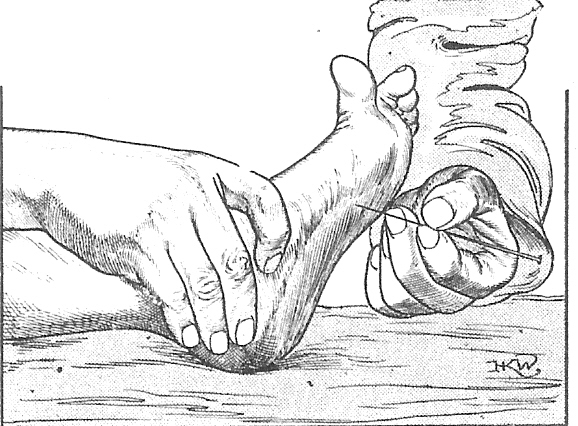
Методика виявлення симптому

## Методика виявлення
Класичний спосіб виявлення симптому, рекомендований Ж. Бабінскі: нанесення інтенсивного штрихового подразнення тупим кінцем шпильки або голки на зовнішню сторону підошви від п'яти до пальців. Наразі симптом виявляють проведенням загостреним інструментом вгору по бічній межі стопи з переходом на медіальну сторону над плюсневими подушечками. Разом з тим М. Б. Кроль і співавтори (1933) вважали, що оптимальна зона виявлення симптому вужча: в жолобки між підошвою з великим пальцем (sulcus musculi flexoris hallucis longi) і прилеглої ділянки. Згідно з їхніми спостереженнями, поперечні штрихові подразнення тупим кінцем шпильки цієї ділянки породжує симптом Бабінскі навіть тоді, коли іншими способами він не виявлявся зовсім або виявлявся з великими труднощами. Вивчаючи патологічні рефлекси у пацієнтів з різною неврологічною патологією, А. Р. Вінницький (1972) дійшов до висновку, що подразнення в ділянці біля пальців може спричинити не автоматичне, а вольове розгинання великого пальця внаслідок лоскоту. Автор вважав, що симптом Бабінскі слід дійсно виявляти, завдаючи штрихові подразнення по зовнішній поверхні підошви, обґрунтовуючи таку точку зору особливостями анатомо-фізіологічної іннервації стопи. Він вважав, що штрихове подразнення доцільно наносити не від п'яти до пальців, а навпаки — від пальців до п'яти, або взагалі тільки в ділянці п'яти. Нібито такий напрямок штриха сприяє сумарному збільшенню сили подразнення, наближаючи його до місця виходу малогомілкового нерва, внаслідок чого створюються умови для підвищення збудження рефлексогеної зони для розгиначів пальців. Однак на це є серйозні заперечення: по-перше, до підошовної поверхні п'яти дає гілки не малогомілковий, а великогомілковий нерв, що іннервує довгий згинач великого пальця, який виробляє підошовне згинання великого пальця і навіть II, III і IV пальців. По-друге, шкірні покриви підошовної поверхні п'яти необґрунтовано віднесені до рефлексогенної зоні екстензорів пальців стопи, оскільки її іннервує великогомілковий нерв. Ґрунтуючись на відомих анатомічних фактах, згідно з якими тильне розгинання I—IV пальців стопи здійснюється коротким розгиначем пальців і довгим розгиначем великого пальця, а іннервація забезпечується глибокою гілкою малогомілкового нерва, що дає гілки до шкірної поверхні I і II пальців і жолобка між великим пальцем і підошвою, слід вважати, що саме ця ділянка шкіри є рефлексогенною зоною для розгиначів. Тому найоптимальнішим способом виявлення симптому Бабінскі слід вважати штрихове подразнення тупим кінцем шпильки або голки по латеральній поверхні підошви від п'яти до пальців, натискаючи поблизу І пальця.
Стандартом для дослідження симптому Бабінскі є положення хворого на спині з витягнутими ногами. Укорочення кінцівки, особливо при згинанні в колінному суглобі, спричинює інверсію симптому.
Крім стандартного виявлення симптому Бабінскі при ураженні пірамідного шляху це можна зробити й іншими способами. При цьому зона виявлення симптому і схильність до розгинання великого пальця залежать від ступеня ураження пірамідного шляху, кількості нанесених подразнень, локалізації патологічного процесу. При грубому ураженні волокон пірамідного шляху симптом виявляється не тільки із зовнішньої, але і з внутрішньої поверхні підошви, яка іннервується великогомілковим нервом і в нормі є адекватною рефлексогенною зоною для підошовного рефлексу. Іноді симптом Бабінскі може бути показаний з більшої зони: з усієї стопи, або всієї нижньої кінцівки і, навіть, віддалених місць тулуба. Це вдається при нанесенні на одне і те ж місце локалізації екстерорецепторів кількох уколів поспіль або при подразненні сильним тиском, прикладанням холодного або гарячого предмета. Ширші зони виявлення симптому частіше відзначаються при спінальних, ніж церебральних, процесах.
При виявленні симптому для подальшого діагностичного пошуку необхідні обстеження:
- загальноклінічні аналізи,
- ангіографічне дослідження,
- КТ або МРТ голови і хребетного стовпа,
- спинномозкова пункція з аналізом ліквору,
- інші аналізи для з'ясування більш точної причини виникнення рефлексу.

## Клінічне значення
Рефлекс Бабінскі, особливо в поєднанні з підвищенням сухожилкових і періостальних рефлексів, завжди є ранньою ознакою органічного ураження пірамідного шляху або коркових рухових центрів. Він належить до групи патологічних симптомів (патологічних рефлексів) розгинального типа.
Важливо визначити, спостерігаючи компоненти симптому, можливий рівень ураження. Яскрава, швидка, віялоподібна рефлекторна відповідь з можливим тривалим розгинанням великого пальця і сильною тонічною напругою його розгинальних м'язів та сухожиль у поєднанні з проксимальним парезом, тазовими порушеннями і відсутністю поверхневих черевних рефлексів свідчить про вогнище ураження на рівні спинного мозку. Повільна тонічна реакція при перевірці симптому в поєднанні з переважно дистальним парезом, гіперрефлексією і синкінезією свідчить про церебральний рівень ураження.
У випадках легкого ураження пірамідного шляху внаслідок уповільнення або труднощів проведення нервового імпульсу по корково-спинномозкових волокнах спостерігається незвичайний тип рефлексу Бабінскі — швидке тильне розгинання великого пальця з швидким його поверненням у початкове положення. Такий своєрідний пальцевий рефлекс нерідко виявляють у хворих на розсіяний склероз при синдромі нестійкості або мерехтіння симптомів, обумовленому зміною проведення імпульсів по демієлінізованих волокнах. Така форма рефлекторних рухових реакцій позначається як кивальний тип симптому Бабінскі, яке вважається особливо характерним саме для розсіяного склерозу.
Істинний симптом Бабінскі при ураженні пірамідного шляху слід відрізняти від помилкового симптому (псевдорефлексу), який зрідка можна виявити при периферичному паралічі м'язів згиначів пальців стопи (нейропатія n. tibialis), а також міопатії. При такій патологічної ситуації м'язова сила довгого згинача великого пальця стопи значно нижча, ніж розгинача. Тому при подразненні поверхні стопи єдино можливою захисною реакцією є тильна флексія великого пальця — помилковий симптом Бабінскі.
Спонтанний рефлекс Бабінскі (розгинання великого пальця стопи) виникає спонтанно без зовнішнього подразнення поверхні стопи. При цьому іноді він зберігається тривалий час у вигляді спазму. Така форма рухової реакції великого пальця характерна для ураження пірамідного шляху на рівні підкіркових утворень. Спонтанний рефлекс Бабінскі не завжди слід розглядати як ознаку ураження пірамідного шляху: він може виникати при екстрапірамідних рухових розладах, явищах тетанії, м'язової недостатності.